# Punpun (rivière)
Pour les articles homonymes, voir Punpun.
La rivière Punpun est un cours d'eau indien s'écoulant dans les États de Jharkhand et Bihar. Tirant sa source dans le district de Palamu, elle traverse les districts de Chatra, Aurangabad, Gaya et Patna pour finir par se jeter dans le Gange.

## Géographie
La rivière origine de la région de Chota Nâgpur, à une altitude d'environ 300 m. Elle s'écoule principalement en direction du nord-est et rejoint le Gange à la hauteur de Fatuha (en), à 25 km de Patna.

## Hydrologie
Son régime hydrologique est dit pluvial tropical à moussons.